# Linea di valico
Il termine Linea di valico definisce, nel gergo tecnico ferroviario, un tipo di linea ferroviaria con caratteristiche spiccate di ferrovia di montagna che collega i due versanti di una regione montuosa attraversandone, in quota, il massiccio o la catena montuosa nel punto meno elevato possibile.
Esempi di linee di valico sono in Italia la Ferrovia Porrettana che attraversa e valica l'Appennino, la Ferrovia del Brennero che valica le Alpi o in Svizzera la Ferrovia del Bernina.
In genere le linee di valico presentano caratteristiche similari quali la presenza di molte curve di stretto raggio, frequenti gallerie, viadotti a volte in curva e spesso impegnativi dal lato costruttivo.